# Sunipia dichroma
Sunipia dichroma är en orkidéart som först beskrevs av Robert Allen Rolfe, och fick sitt nu gällande namn av Tien Ban Nguyen och Duc Huyen Duong. Sunipia dichroma ingår i släktet Sunipia och familjen orkidéer.
Artens utbredningsområde är Vietnam. Inga underarter finns listade i Catalogue of Life.